# Corydalus luteus
Corydalus luteus är en insektsart som beskrevs av Hagen 1861. Corydalus luteus ingår i släktet Corydalus och familjen Corydalidae. Inga underarter finns listade i Catalogue of Life.